# Kanske ett brott
Kanske ett brott (engelska: London Belongs to Me) är en brittisk dramakomedi från 1948 i regi av Sidney Gilliat.
Filmen bygger på Norman Collins roman London tillhör mig.

## Rollista i urval
- Richard Attenborough - Percy Boon
- Alastair Sim - Mr Squales
- Stephen Murray - onkel Henry
- Fay Compton - Mrs Josser
- Wylie Watson -  Mr Josser
- Susan Shaw - Doris Josser
- Joyce Carey - Mrs Kitty Vizzard
- Andrew Crawford - Bill Todds
- Eleanor Summerfield - Myrna Watson
- Hugh Griffith -  Headlam Fynne
- Maurice Denham - Jack Rufus
- Henry Edwards - polis